# Schlicker

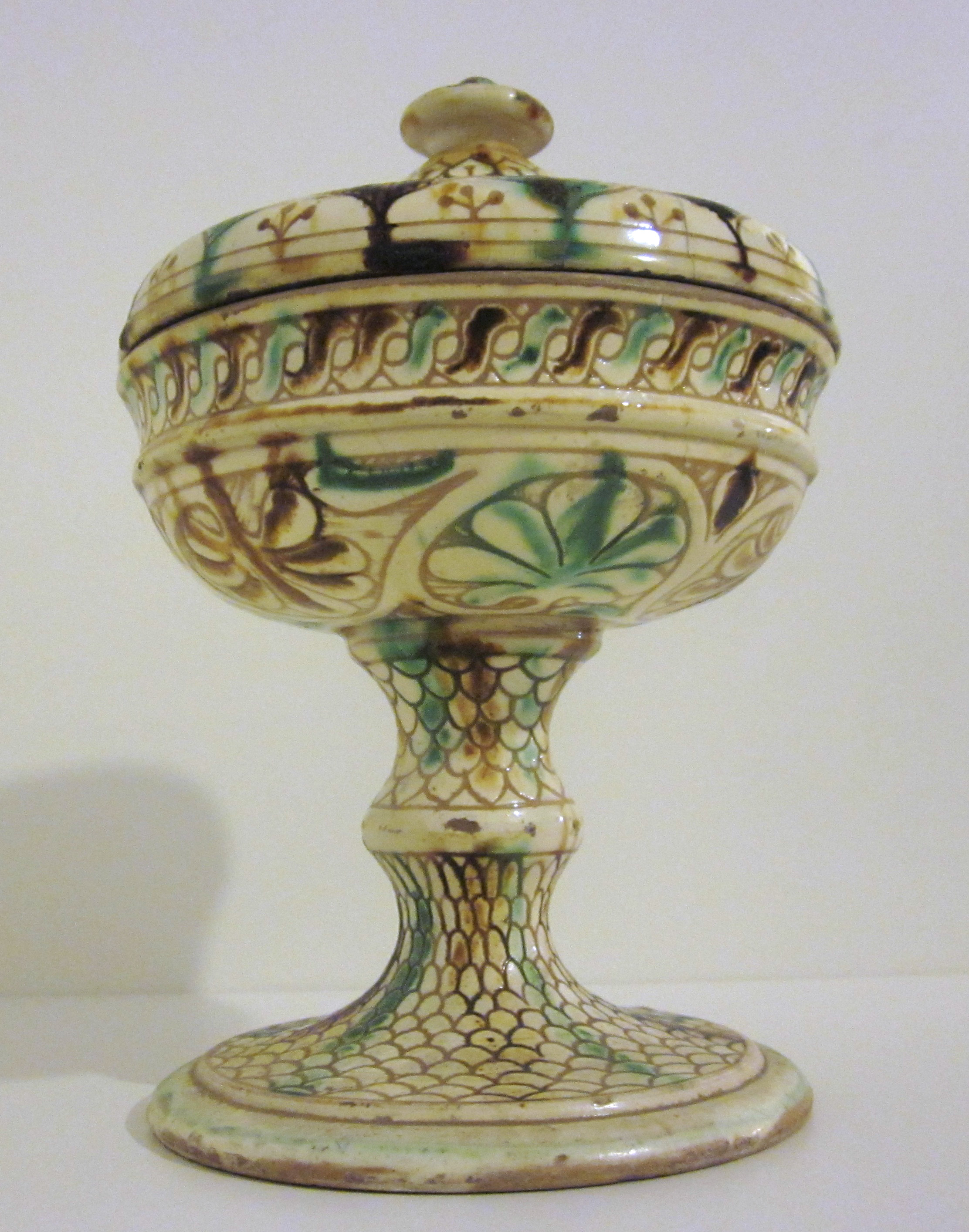
Engobe

Mit Schlicker wird das flüssige, breiige bis zähflüssige Wasser-Mineralgemisch (auch Masse) zur Herstellung von Keramikerzeugnissen bezeichnet. In der traditionellen Fertigung kann diese Masse beispielsweise in Gussformen eingebracht werden. Das entsprechende Gießverfahren bezeichnet man als Schlickerguss und die so entstehenden Gusskörper als Grünkörper. 

## Porzellanherstellung
Zur Herstellung von Porzellan können die Hauptbestandteile des Schlickers aus Kaolin, Quarz und Feldspat in unterschiedlichen produktbezogenen Mischungsverhältnissen bestehen. Das exakte Mischungsverhältnis unterliegt der Qualitätskontrolle und ist meist vertraulich. Bis weit ins 20. Jh. erfolgte die Herstellung der Schlickermasse vornehmlich in mit Wasserkraft betriebenen Massemühlen.

## Töpferei
In der Töpferei ist Schlicker ein mit viel Wasser angesetzter Ton (also ohne Magerungsbestandteile), der als Bindemittel und Verstreichmasse einzelner gemagerter Tonteile (z. B. Wülste) verwendet wird. In der Dentaltechnik können die Feststoffe im Schlicker auch aus Metallpulver bestehen. 

## Schlickermalerei
Als mit Wasser angerührter und gefärbter Tonbrei wurde Schlicker im Altertum auch zum Bemalen von Keramik verwendet. Dieses Verfahren wird  Schlickermalerei genannt. In der römischen Kaiserzeit tritt eine Keramikwarenart auf, die aus technischen Gründen partiell oder vollständig mit Schlicker überzogen wurde und als „Engobierte Ware“  bezeichnet wird.
Siehe auch: Sintern, Schlickergießverfahren